# Жеґрувко
Жеґрувко (пол. Żegrówko) — село в Польщі, у гміні Сміґель Косцянського повіту Великопольського воєводства. Населення — 476 осіб (2011).

## Демографія
Демографічна структура станом на 31 березня 2011 року:
|          | Загалом | Допрацездатний вік | Працездатний вік | Постпрацездатний вік |
| -------- | ------- | ------------------ | ---------------- | -------------------- |
| Чоловіки | 246     | 39                 | 187              | 20                   |
| Жінки    | 230     | 55                 | 137              | 38                   |
| Разом    | 476     | 94                 | 324              | 58                   |